# Locomotiva FS 396
Le locomotive 37 ÷ 42 della Società Vittorio Emanuele erano un gruppo di locomotive a vapore di tipo "Mammouth" (di rodiggio C e ruote di medio diametro) progettate per il traino di treni viaggiatori.

## Storia
Le locomotive a vapore, in numero di 6 unità, vennero ordinate dalla Società Vittorio Emanuele alla fabbrica di rotabili ferroviari Cail e consegnate nel 1860. Vennero immatricolate con i numeri progressivi da 37 a 42.
Nel 1865 le locomotive passarono alla SFAI, che le rinumerò da 703 a 708, e successivamente (probabilmente nel 1869) da 767 a 772.
Nel 1885, alla creazione delle grandi reti nazionali, le locomotive passarono alla Rete Mediterranea, assumendo i numeri da 3942 a 3947.
Nel 1905, all'atto della statalizzazione, pervennero alle FS solo 5 unità, che vennero classificate nel gruppo 396 con numeri da 3961 a 3965; rimasero in servizio fino al 1911, entro il 1912 tutto il piccolo gruppo era radiato ed avviato alla demolizione dato che si trattava di macchine obsolete e di scarse prestazioni.

## Caratteristiche tecniche
Si trattava di locomotive di concezione semplice, con caldaia 7 bar e distribuzione Stephenson, a 2 cilindri interni al telaio.